# 関西急行鉄道モ651形電車
関西急行鉄道モ651形電車（かんさいきゅうこうてつどうモ651がたでんしゃ）は大手私鉄・近畿日本鉄道（近鉄）の前身である関西急行鉄道（関急）が奈良線系統用に製作した旅客用電車である。のち近鉄に引き継がれ、近鉄モ651形となり、2度の改番を経てモ660形となった。

## 概要
元々モ600形モ608 - 612として製造される予定であった車両で、その後製造費を抑える目的から参宮急行電鉄が製造したデニ2000形8両が名古屋線に転属する際に不要となった標準軌用の台車・主電動機に新製したモ600形と同等の車体を組み合わすように設計変更が加えられた。こうして1944年1月にモ651形モ651 - 655の5両が日本車輌製造(日車)で製造された。

## 車体
前述の通りモ600形と同等の15 m級車体をもつ半鋼製車で、片側2扉の両運転台・両貫通車である。

## 主要機器
主電動機は前述の通りデニ2000形の流用品で、東洋電機製造製TDK-542-Aを4基搭載する。制御器はモ600形と同じくHLF、ブレーキはA動作弁のA自動空気ブレーキである。台車は流用した住友製鋼所KS-31Lを装備する。

## 改番・改造(昇圧まで)
戦後モ600形の増備が続き、車番が重複することから、1950年に重複を避けるため本形式はモ450形に改番された。
モ651形モ651 - モ655 → モ450形モ451 - 455
1963年には奈良電気鉄道（奈良電）が近鉄に合併されたことにより、奈良電が保有していたデハボ1000形がモ430形に改番されることとなった。モ430形のラストナンバーはモ453であり、本形式と再び重複することから本形式はモ660形に再度改番された。
モ450形モ451 - 455 → モ660形モ661 - 665
その後1964年にはモ200形の代替としてモ665が荷物電車に改造されている(改番などは行われていない)。1965年にモ661は主電動機をモ600形と同一のものに載せ替えモ600形と組成している。
また交換時期は不明ながら1969年5月時点で台車をモ661はKS-33Eに、モ662 - 665は96A-43BCに交換している。

## 昇圧に伴う改造・改番
1969年に奈良線系統は架線電圧が従来の600Vから1500Vに昇圧された。この際に、本形式は荷物電車になったモ665を除く全車が昇圧改造の対象となり、同時に新400系・600系に再編されることとなった。それに伴い、以下のように改番を行った。この時電動車については、従来のHLF制御器は昇圧に対応できないことから三菱製のAB-194-15制御器に交換している。また制御車ク500形になった2両については片運転台に改造された。
モ660形モ662・663 → モ400形モ410・411
モ660形モ661・664 → ク500形ク516・518

## 運用・廃車
奈良線系統で使用され、戦後の1946年12月にはモ651とモ655が連合軍専用車に指定された。その後この2両についてはモ651が1949年10月に指定解除、モ655についてもモ455に改番後の1952年3月に指定解除となっている。1969年の昇圧時には荷物電車となっていたモ665が廃車となり、玉川工場の入換車(2号車)に転用された

。新400系・600系となった後は400系が生駒線・田原本線で、600系は京都線・橿原線・天理線で主に使用されていた。その後600系となったク518が1972年に、ク516が1973年に廃車となった。400系となった2両も1976年に廃車となった。一方、入換車として使用されたモ665はその後も車籍こそないものの残存し、1982年の五位堂研修車庫の完成後は同車庫に移動した。1990年にはブレーキのHSC化を行い橿原神宮前の台車振替場に移動している。その後1997年に解体された。